# امیر علی سعدالله
امیر علی سعدالله (زادهٔ ۲۷ اوت ۱۹۸۰) ورزشکار حرفه‌ای ایرانی–آمریکایی هنرهای رزمی ترکیبی است. او در شهر بروکلین ایالت نیویورک و از پدری ایرانی و مادری ایرلندی متولد شده‌است و در شهر ریچموند ایالت ویرجینیا بزرگ شده‌است. سعدالله ابتدا هنرهای رزمی ترکیبی را به عنوان راهی برای متناسب ماندن برگزید. او بعدها در پی فعالیت به عنوان تکنسین جراحی در دانشگاه کامن ولث ویرجینیا به شباهت‌های میان جراحان و رزمی‌کاران پی برد و هنرهای رزمی را با جدیت بیشتر پی گرفت.
امیر علی سعدالله دارای افتخارات ملی و بین‌المللی متعددی است و دارای کمربند سیاه در «سامبو» و کمربند بنفش در «جوجیتسو برزیلی» است.